# 価格上限方式
価格上限方式（かかくじょうげんほうしき）とは、特定のサービスに対して予め決められた金額以下の範囲内で料金を設定する方式である。英語では、プライスキャップ方式、Price-cap regulationである。

## 価格上限方式の長所・短所
消費者庁によるレポート「プライスキャップ方式」において、以下のような長所、短所が指摘されている。

### 長所
- 価格の改定をしない限り、安定的な収入が得られる
- 需要に見合った価格設定が容易
- 過剰な設備投資によるアバーチ・ジョンソン効果（英語版）が発生しない

### 短所
- 利潤追求にこだわった結果、サービスの質が低下することがある
- 同じ価格による過当競争
- 技術が成熟あるいは競争相手が少ない状態になると、利潤が過大になる